# Französische Bibliothek
Die Französische Bibliothek ist eine deutschsprachige Buchreihe mit Übersetzungen aus dem Französischen, die seit 2006 im Verlag Matthes & Seitz Berlin erscheint. Einige der darin enthaltenen Werke erschienen zum ersten Mal in deutscher Übersetzung, darunter Théophile Gautiers 1833 veröffentlichte spöttische Geschichten Les Jeunes-France, romans goguenards. Die folgende Übersicht erhebt keinen Anspruch auf Aktualität oder Vollständigkeit.

## Bände
- François Augiéras: Eine Reise auf den Berg Athos, übersetzt von Dirk Höfer, 2019, ISBN 978-3-95757-719-1
- Honoré de Balzac: Ursule Mirouët, übersetzt von Nicola Denis, 2017, ISBN 978-3-95757-484-8
- Honoré de Balzac: Cousine Bette. Die Rache einer Frau, übersetzt von Nicola Denis, 2022, ISBN 978-3-7518-0099-0
- Jules Barbey d’Aurevilly: Über das Dandytum, übersetzt von Gernot Krämer, 2006, ISBN 978-3-88221-878-7
- Jules Barbey d’Aurevilly: Feinheit des Geistes rührt von Niedertracht, übersetzt von Gernot Krämer, 2008, ISBN 978-3-88221-702-5
- Jules Barbey d’Aurevilly: Die alte Maitresse, übersetzt von Caroline Vollmann, 2008, ISBN 978-3-88221-703-2
- Jules Barbey d’Aurevilly: Gegen Goethe, übersetzt von Gernot Krämer, 2006, ISBN 978-3-88221-869-5
- Jules Barbey d’Aurevilly: Der Chevalier Des Touches, übersetzt von Caroline Vollmann und Gernot Krämer, 2014, ISBN 978-3-88221-622-6
- Jules Barbey d’Aurevilly: Die Gebannte. Roman, übersetzt von Alastair, 2017, ISBN 978-3-95757-229-5
- Jules Barbey d’Aurevilly: Ein verheirateter Priester. Roman, übersetzt von Hermann Hofer, 2020, ISBN 978-3-95757-853-2
- Louis de Bonald, Joseph de Maistre: Europa auf dem Pulverfass. Briefwechsel 1812–1821, übersetzt von Alexander Pschera, 2021, ISBN 978-3-7518-0046-4
- Nicolas Chamfort: Alle Gedanken, Maximen, Reflexionen, herausgegeben von Ulrich Kunzmann, 2022, ISBN 978-3-88221-888-6
- Adelbert von Chamisso: Die Gauner. Galerie der pfiffigsten Schliche und Kniffe berüchtigter Menschen, 2007, ISBN 978-3-88221-884-8
- François-René de Chateaubriand: Erinnerungen von jenseits des Grabes, übersetzt von Sigrid von Massenbach, 2017, ISBN 978-3-95757-331-5
- Paul Claudel: Was der Osten ist. Prosagedichte, übersetzt von Rainer G. Schmidt, 2021, ISBN 978-3-95757-693-4
- Benjamin Constant: Adolphe. Roman, übersetzt von Erich Wolfgang Skwara, 2020, ISBN 978-3-95757-841-9
- Denis Diderot: Jacques der Fatalist und sein Herr, übersetzt von Hinrich Schmidt-Henkel, 2013, ISBN 978-3-88221-058-3
- Alexandre Dumas: Kleines Wörterbuch der Kochkünste, übersetzt von Joachim Schultz, 2020, ISBN 978-3-95757-614-9
- Alexandre Dumas: Schiffbrüche. Wahre Geschichten, übersetzt von Nicola Denis, 2017, ISBN 978-3-95757-517-3
- Théophile Gautier: Avatar. Novelle, übersetzt von Jörg Alisch, 2011, ISBN 978-3-88221-548-9
- Théophile Gautier: Die Jeunes-France. Spöttische Geschichten, übersetzt von Melanie Grundmann, 2011, ISBN 978-3-88221-549-6
- Jean-Baptiste Cousin de Grainville: Der letzte Mensch, übersetzt von Sylvia Schiewe, 2015, ISBN 978-3-95757-109-0
- Victor Hugo: Ozean. Dinge, die ich gesehen habe, übersetzt von Alexander Pschera, 2023, ISBN 978-3-7518-0916-0
- Jules Huret: Berlin um Neunzehnhundert, 2023, ISBN 978-3-95757-718-4
- Maurice Leblanc: Die Gräfin Cagliostro oder die Jugend des Arsène Lupin, übersetzt von Erika Gebühr, 2007, ISBN 978-3-88221-610-3
- Maurice Leblanc: Arsène Lupin und der Schatz der Könige von Frankreich, übersetzt von Erika Gebühr, 2008, ISBN 978-3-88221-611-0
- Stéphane Mallarmé: Zu verwirklichen ist nur das Unmögliche. Briefe, übersetzt von Leo Pinke und Tim Trzaskalik, 2023, ISBN 978-3-7518-5000-1
- Napoleon Bonaparte: Maximen und Gedanken, übersetzt von Ulrich Kunzmann, 2010, ISBN 978-3-88221-653-0
- Napoleon Bonaparte: Liebesbriefe, übersetzt von Ulrich Kunzmann, 2019, ISBN 978-3-95757-610-1
- Jean-Jacques Rousseau: Träumereien eines einsam Schweifenden, übersetzt von Stefan Zweifel, 2012, ISBN 978-3-88221-587-8
- Donatien Alphonse François de Sade: Erotische Italienreise, übersetzt von Stefan Zweifel und Michael Pfister, 2020, ISBN 978-3-95757-533-3
- Jean Baptiste Henri Savigny, Alexandre Corréard: Der Schiffbruch der Fregatte Medusa, 2018, ISBN 978-3-95757-422-0
- Victor Segalen: Ziegel & Schindeln. Eine Reise durch China und Japan 1909/10, übersetzt von Maria Zinfert, 2017, ISBN 978-3-95757-485-5